# Первомайське (Первомайський район, Томська область)
Первома́йське (рос. Первомайское) — село, центр Первомайського району Томської області, Росія. Адміністративний центр Первомайського сільського поселення.

## Населення
Населення — 5641 особа (2010; 5800 у 2002).
Національний склад (станом на 2002 рік):
- росіяни — 96 %